# Subaru Crosstrek
Der Subaru Crosstrek (in Europa bis 2023: Subaru XV) ist ein SUV von Subaru, das seit Ende 2011 produziert wird. Er basiert auf dem Impreza; äußerliche Ähnlichkeiten sind unverkennbar. In Deutschland wurde der XV am 17. März 2012 eingeführt. Im Januar 2016 erhielt der XV in Deutschland ein Facelift. Die zweite Generation wurde ab 2017 in Nordamerika verkauft, der europäische Markt folgte Anfang 2018. Die dritte Generation debütierte im September 2022. In Europa wird sie seit Januar 2024 angeboten.

## 1. Generation (2011–2018)
| Sonstige Messwerte            |                                    |
| Sterne im Euro NCAP-Crashtest | Fünf Sterne im Euro-NCAP-Crashtest |

Das Fahrzeug der ersten Generation hat serienmäßig Antiblockiersystem, Allradantrieb, Berganfahrhilfe, Fahrdynamikregelung, Frontairbags, Seitenairbags, Kopfairbags und Knie-Airbags. Zudem gibt es serienmäßig Scheibenbremsen rundum, Leichtmetallräder, CD-Radio, elektrische Fensterheber und Klimaautomatik.
Der Kofferraum fasst 380 bis 1270 Liter Gepäck, der Tank 60 Liter Kraftstoff.
Kleinster lieferbarer Motor war ein 1,6-Liter großer typischer Subaru Otto-Boxermotor mit 84 kW (114 PS) und 5-Gang-Schaltgetriebe. Darüber rangierte ein 2,0-Liter-Boxermotor mit 110 kW (150 PS) und 6-Gang-Schaltgetriebe. Wahlweise war für diese Motoren ein stufenloses Getriebe erhältlich und serienmäßig haben die Fahrzeuge ein Start-Stopp-System.
Außerdem wurde der 2,0-Liter-Diesel-Boxermotor von Subaru mit 108 kW (147 PS), 6-Gang Schaltgetriebe und Dieselpartikelfilter angeboten.
Anfang 2016 wurde der XV außen leicht überarbeitet.

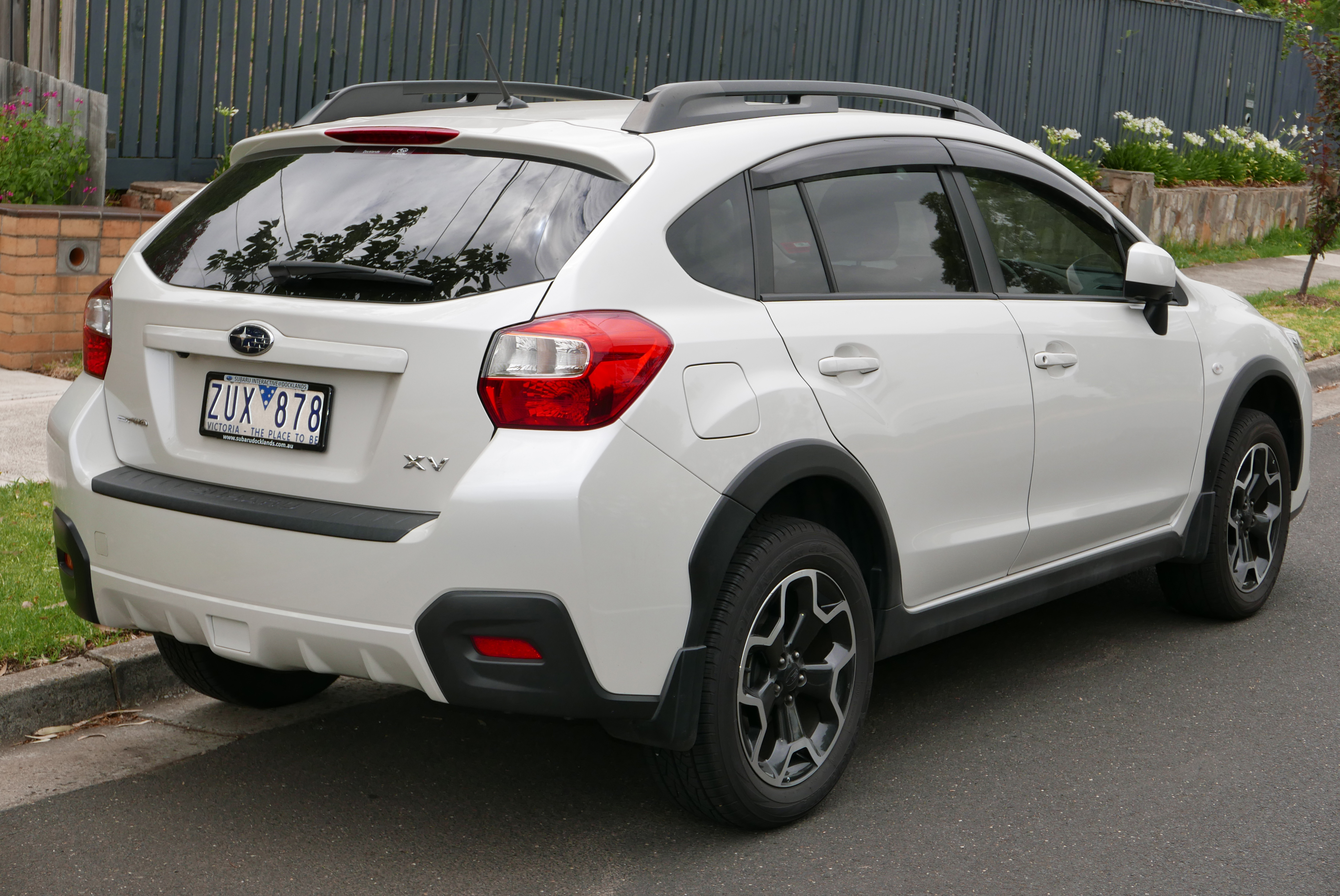
Heckansicht
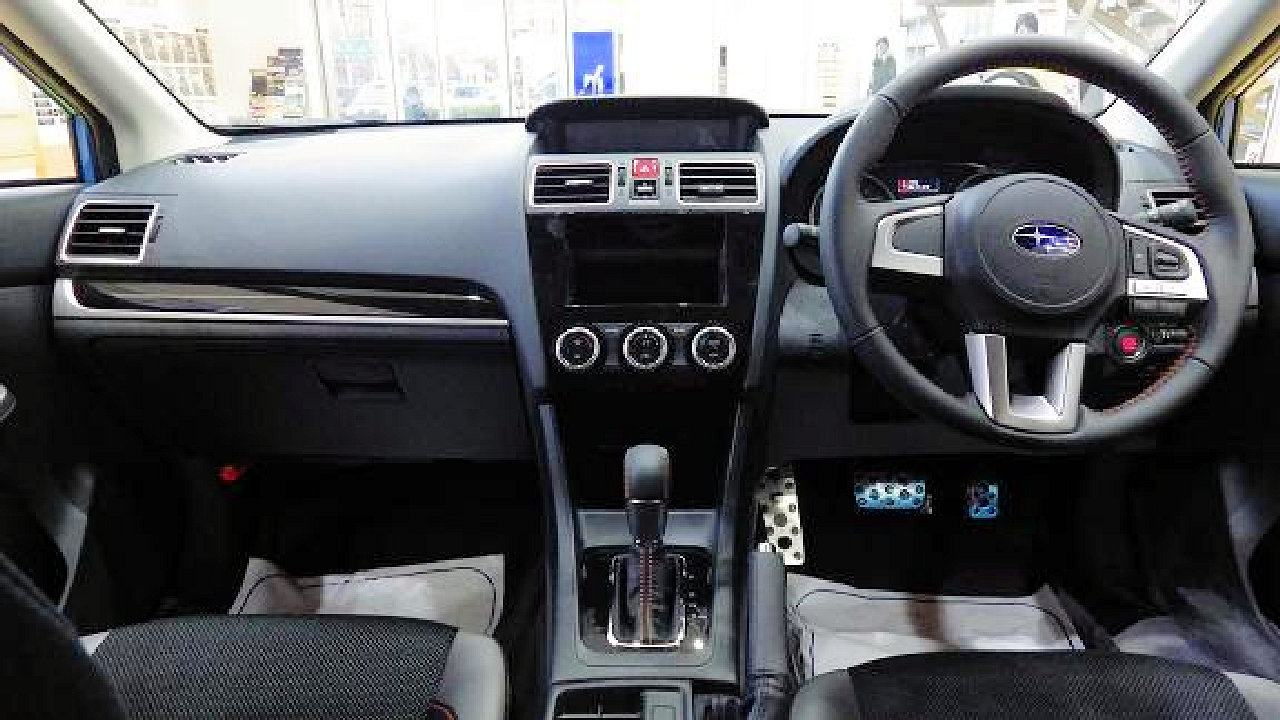
Innenraum
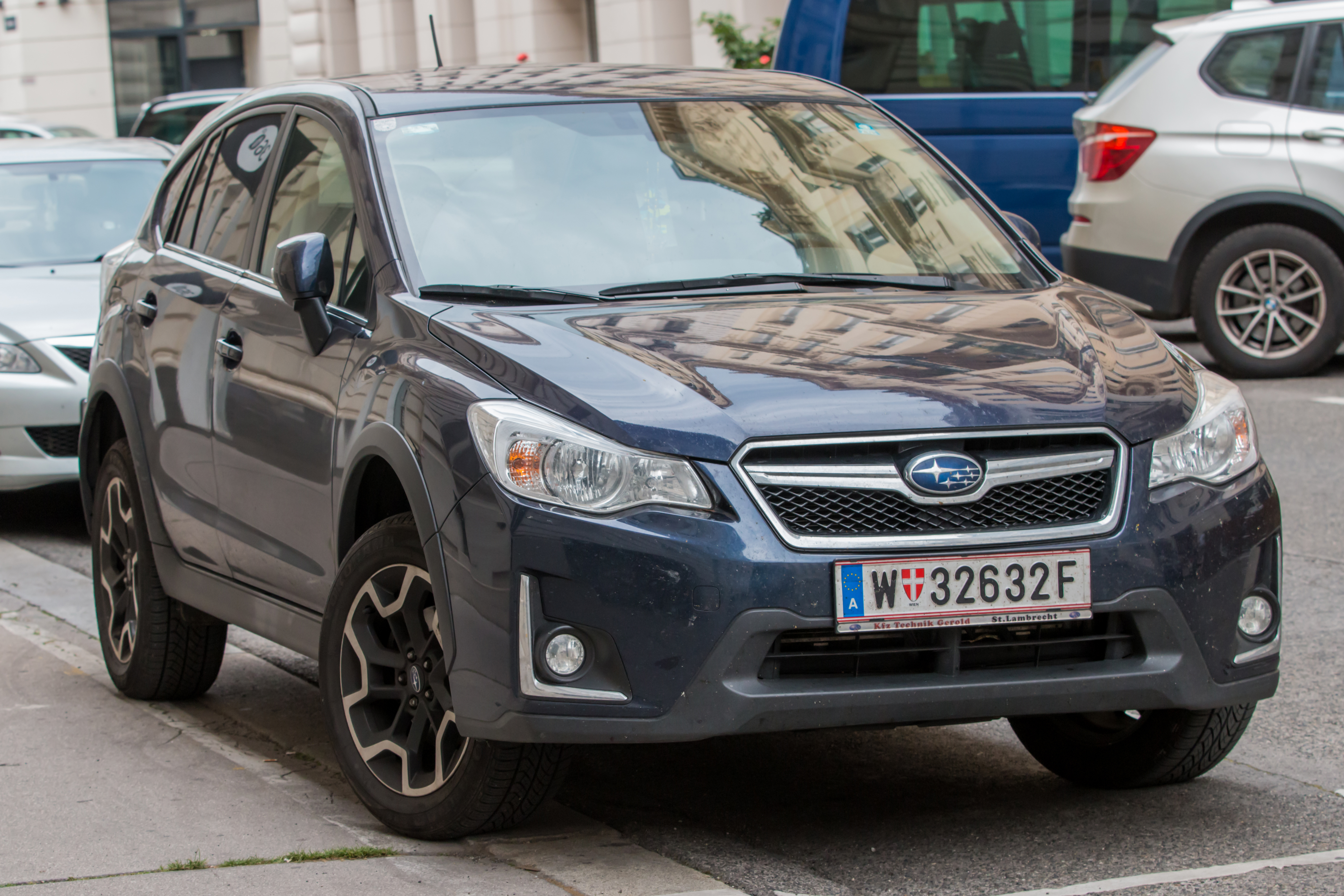
Subaru XV (2016–2018)
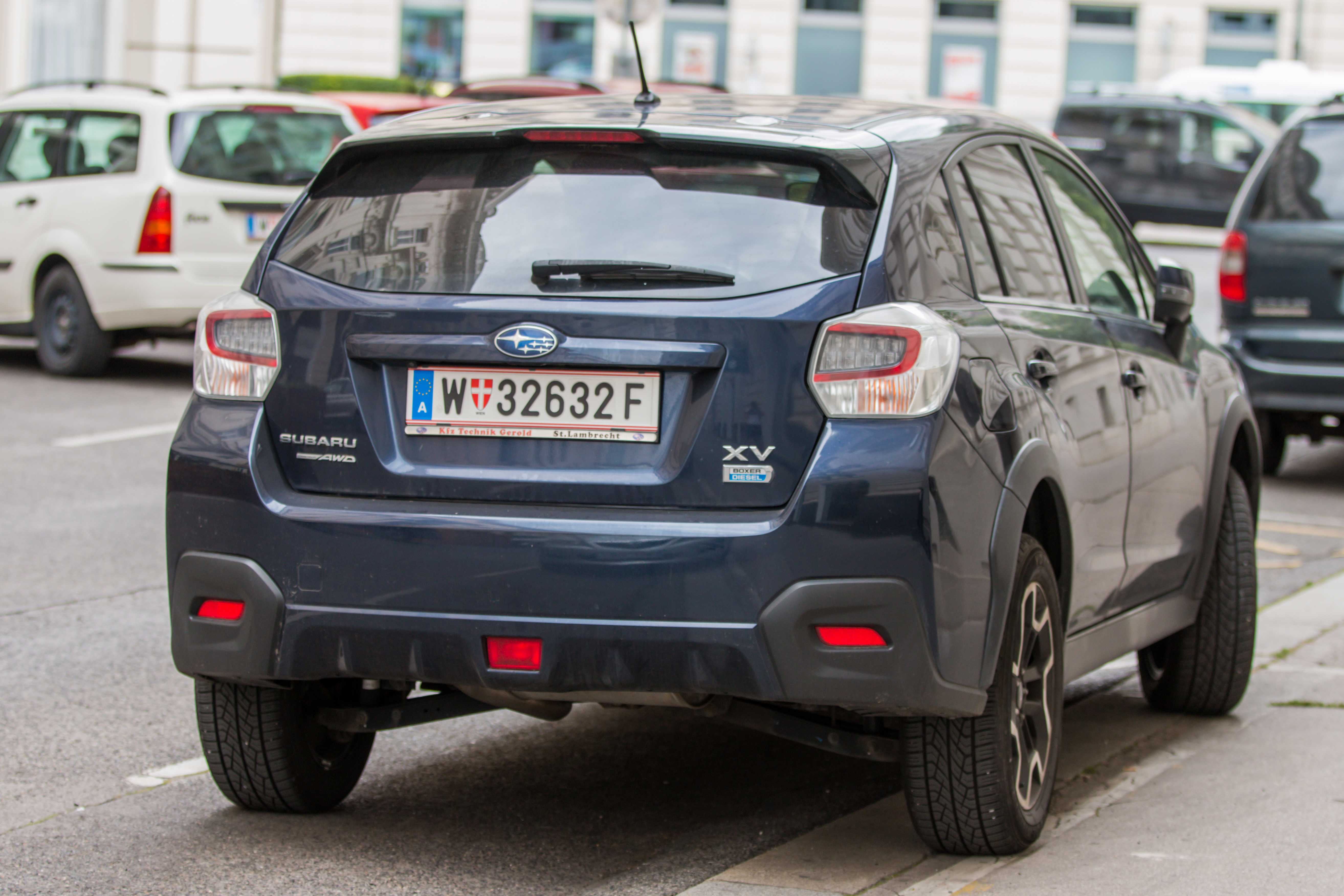
Heckansicht

### Technische Daten
| Kenngrößen                                  | 1.6i                                          | 2.0i                                          | 2.0D                           |
| Bauzeitraum                                 | 12/2011–01/2018                               | 12/2011–01/2018                               | 12/2011–01/2018                |
| Motorkenndaten                              |                                               |                                               |                                |
| Motortyp                                    | 4-Boxer-Ottomotor                             | 4-Boxer-Ottomotor                             | 4-Boxer-Dieselmotor            |
| Motorkennbuchstaben                         | FB16                                          | FB20                                          | EE20                           |
| Gemischaufbereitung                         | Saugrohreinspritzung                          | Saugrohreinspritzung                          | Common-Rail-Direkteinspritzung |
| Motoraufladung                              | —                                             | —                                             | Turbolader                     |
| Hubraum                                     | 1600 cm³                                      | 1995 cm³                                      | 1998 cm³                       |
| max. Leistung bei min−1                     | 84 kW (114 PS) bei 5600                       | 110 kW (150 PS) bei 6200                      | 108 kW (147 PS) bei 4000       |
| max. Drehmoment bei min−1                   | 150 Nm bei 4000                               | 196 Nm bei 4200                               | 350 Nm bei 1600–2400           |
| Kraftübertragung                            |                                               |                                               |                                |
| Antrieb, serienmäßig                        | Allradantrieb                                 | Allradantrieb                                 | Allradantrieb                  |
| Getriebe, serienmäßig [optional]            | 5-Gang-Schaltgetriebe [CVT-Automatikgetriebe] | 6-Gang-Schaltgetriebe [CVT-Automatikgetriebe] | 6-Gang-Schaltgetriebe          |
| Messwerte                                   |                                               |                                               |                                |
| Höchstgeschwindigkeit                       | 179 km/h [175 km/h]                           | 187 km/h [187 km/h]                           | 198 km/h                       |
| Beschleunigung, 0–100 km/h                  | 13,1 s [13,8 s]                               | 10,5 s [10,7 s]                               | 9,3 s                          |
| Kraftstoffverbrauch auf 100 km (kombiniert) | 6,5 l Super [6,3 l Super]                     | 7,0 l Super [6,5 l Super]                     | 5,4 l Diesel                   |
| CO2-Emission (kombiniert)                   | 151 g/km [146 g/km]                           | 160 g/km [151 g/km]                           | 141 g/km                       |
| Abgasnorm nach EU-Klassifikation            | Euro 6                                        | Euro 6                                        | Euro 6                         |
| Gewichte                                    |                                               |                                               |                                |
| Leergewicht laut Hersteller                 | 1460 kg [1495 kg]                             | 1460 kg [1490 kg]                             | 1525 kg                        |
| zul. Gesamtgewicht                          | 1940 kg                                       | 1940 kg                                       | 1960 kg                        |
| Zuladung                                    | 480 kg [445 kg]                               | 480 kg [450 kg]                               | 435 kg                         |
| Anhängelast ungebr./bis 12 % Steigung       | 650 kg/1500 kg [650 kg/1200 kg]               | 650 kg/1600 kg [650 kg/1200 kg]               | 650 kg/1600 kg                 |

## 2. Generation (2017–2023)
| Sonstige Messwerte            |                                    |
| Sterne im Euro NCAP-Crashtest | Fünf Sterne im Euro-NCAP-Crashtest |

Einen ersten Ausblick auf die zweite Generation des XV präsentierte Subaru der auf dem 86. Genfer Auto-Salon im März 2016 mit dem Subaru XV Concept. Die Serienversion debütierte ein Jahr später ebenfalls in Genf. Es ist das erste Fahrzeug in Europa, das auf der neuen Subaru Global Platform basiert, auf dem zukünftig alle Subaru-Modelle aufbauen werden. Im Januar 2018 führte Subaru den neuen XV auf dem europäischen Markt ein. Bereits ab 2017 wurde die zweite Generation unter anderem in Nordamerika verkauft. Für den dortigen Markt wurde im November 2018 auf der LA Auto Show auch eine Variante mit einem Plug-in-Hybrid-Antrieb vorgestellt. Kurz darauf kam diese Variante in den Vereinigten Staaten in den Handel. Bereits im September 2018 wurde in Japan der XV Advance vorgestellt. Dessen Hybridantrieb kommt auch in der fünften Generation des Forester zum Einsatz. Im November 2020 präsentierte Subaru eine überarbeitete Version des XV.

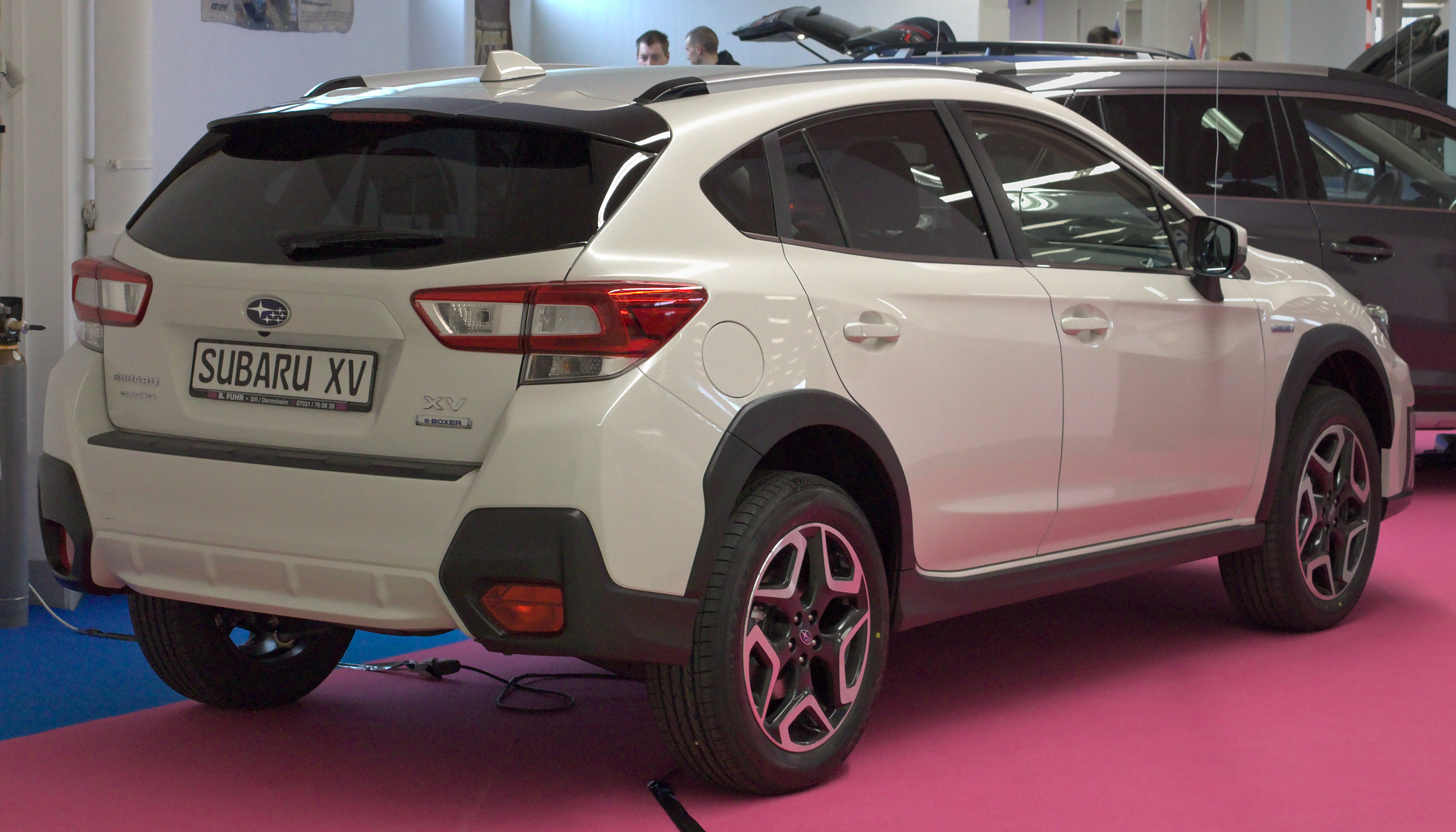
Heckansicht
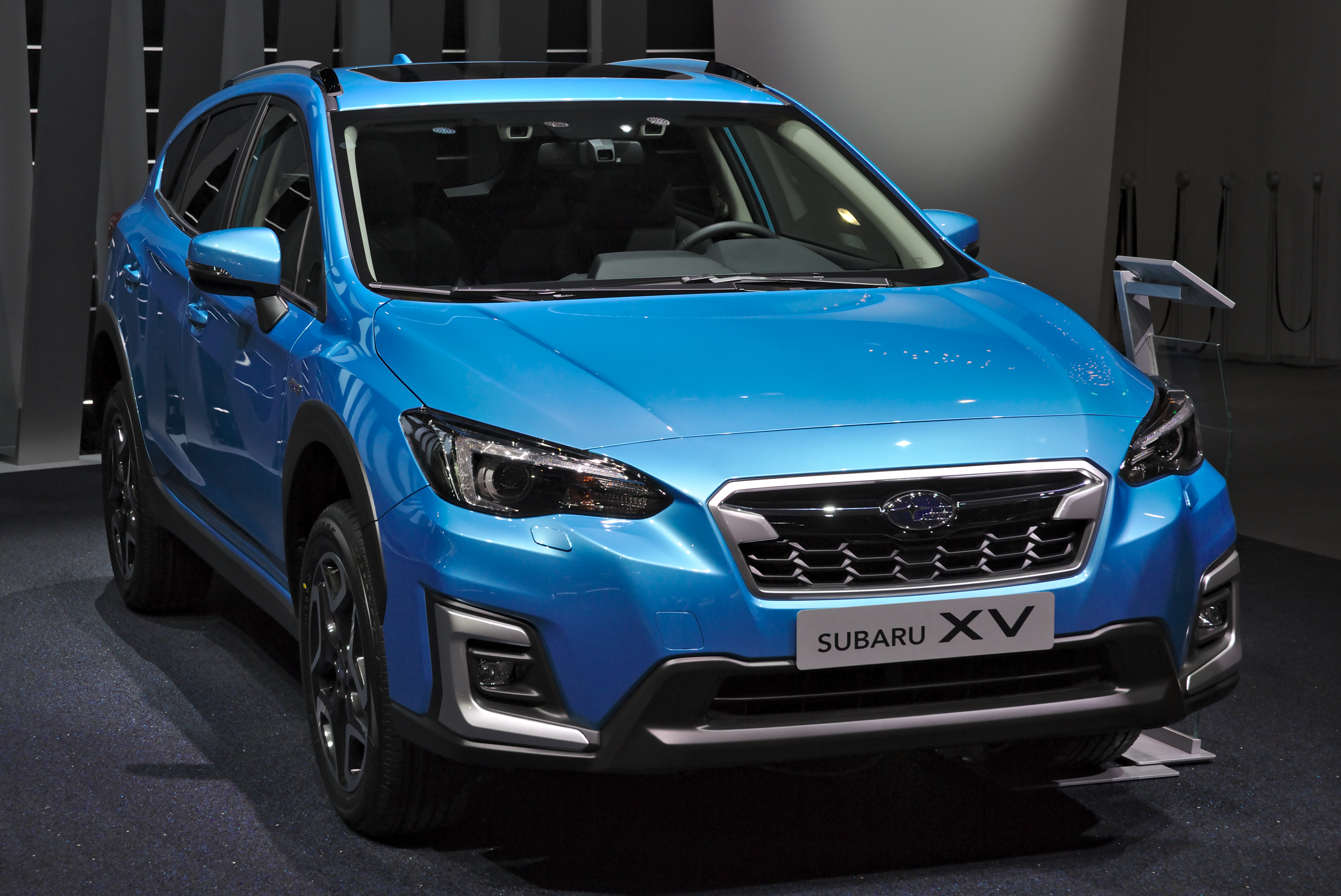
Subaru XV e-Boxer auf dem Genfer Auto-Salon 2019
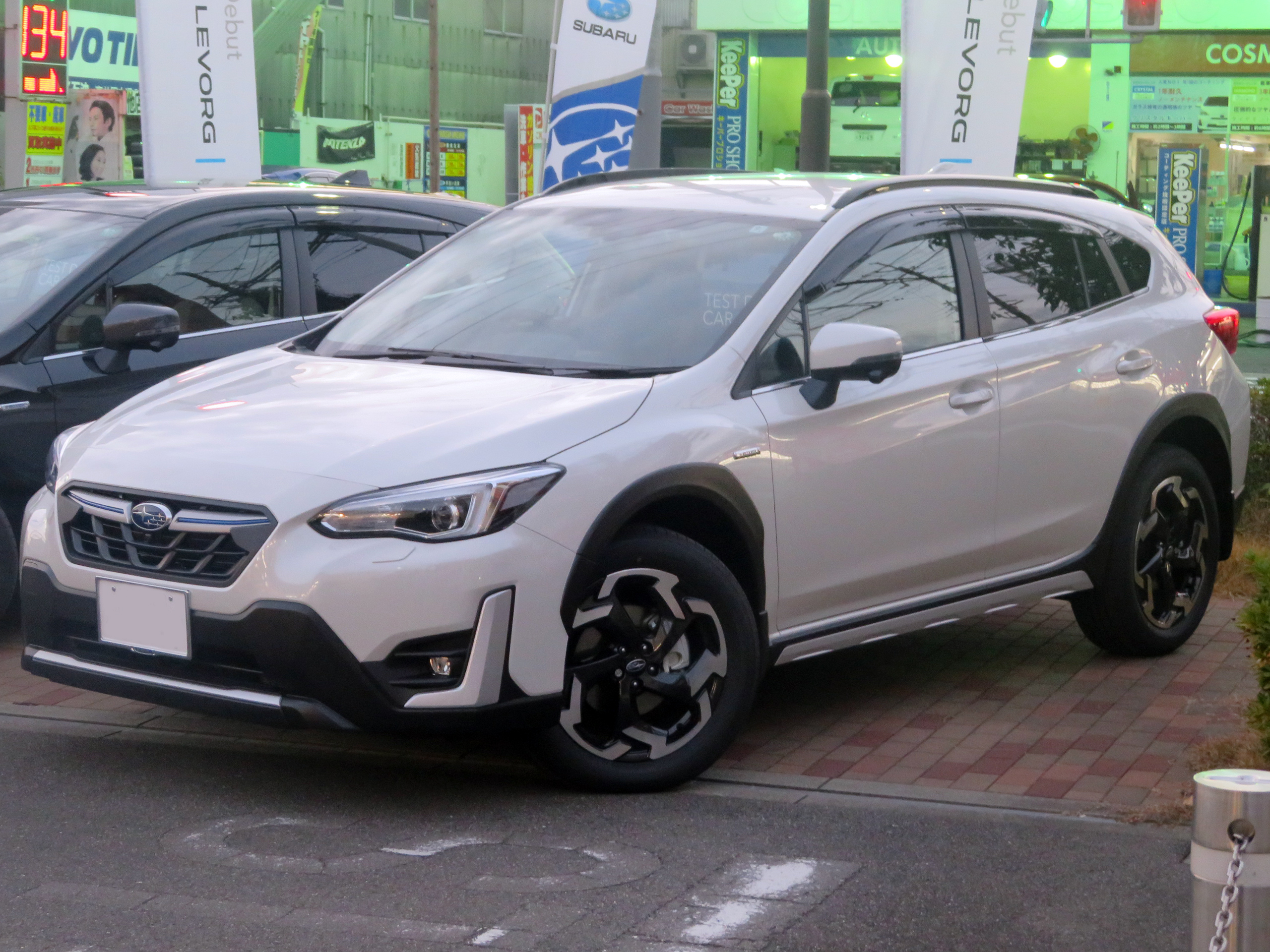
Subaru XV (2020–2023)
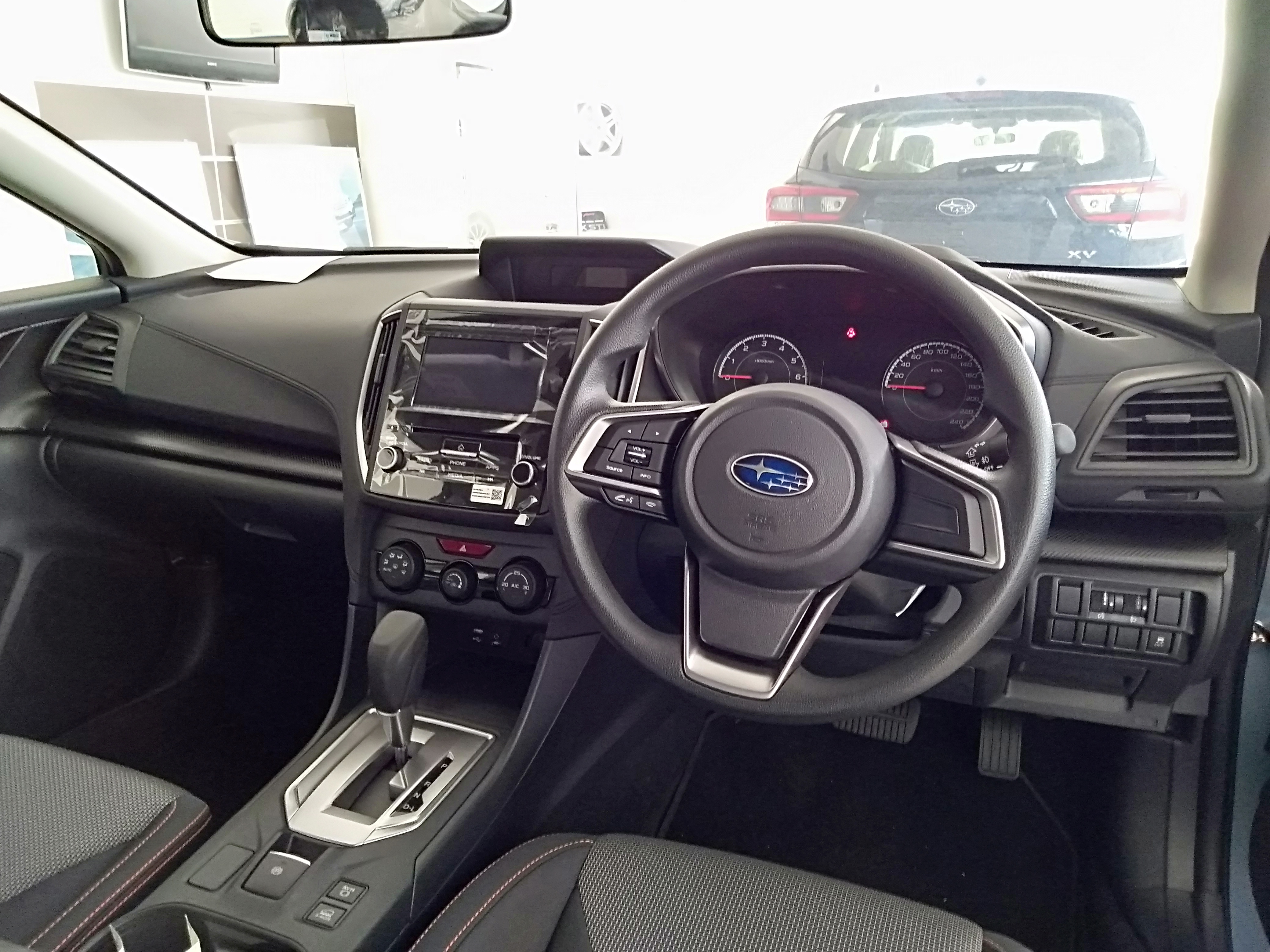
Innenraum

### Antrieb und Fahrwerk
Die beiden Boxer-Ottomotoren gab es in ähnlicher Form im Vorgängermodell, Subaru entwickelte sie weiter und  verringerte dabei ihr Gewicht. Ein Dieselmotor wird nicht mehr angeboten, ebenso wenig ein Schaltgetriebe. Stattdessen gibt es nur noch das serienmäßige stufenlose Getriebe namens „Lineartronic“ mit Subarus „symmetrischem“ Allradantrieb, ergänzt von einem speziellen elektronischen Gelände-Traktionsprogramm namens „X-Mode“. Die Vorderräder sind an MacPherson-Federbeinen und Querlenkern aufgehängt, die hinteren an Doppelquerlenkern. Die Betriebsbremse hat Scheibenbremsen an allen Rädern, die Lenkung arbeitet mit Ritzel und Zahnstange.
Der in Japan und Mitteleuropa angebotene XV e-Boxer wird von einem Zweiliter-Ottomotor mit 110 kW (150 PS) und einem mit 12 kW (16 PS) starken Elektromotor angetrieben.
Im in den USA angebotenen Plug-in-Hybriden kombiniert Subaru einen Zweiliter-Ottomotor mit 102 kW (139 PS) mit zwei Elektromotoren. Die Systemleistung des Crosstrek Hybrid wird mit 110 kW (150 PS) angegeben. Zudem ist dort seit Mitte 2020 ein 2,5-Liter-Ottomotor mit 136 kW (185 PS) erhältlich.

### Technische Daten
| Kenngrößen                                  | 1.6i                                                     | 2.0i                         | 2.5i (1)                     | 2.0 e-Boxer (2)                           | Plug-in-Hybrid (1)                            |
| Bauzeitraum                                 | 01/2018–10/2023                                          | 01/2018–08/2018              | 07/2020–02/2023              | 09/2018–10/2023                           | 12/2018–02/2023                               |
| Motorkenndaten                              |                                                          |                              |                              |                                           |                                               |
| Motortyp                                    | 4-Zylinder-Boxer-Ottomotor                               | 4-Zylinder-Boxer-Ottomotor   | 4-Zylinder-Boxer-Ottomotor   | 4-Zylinder-Boxer-Ottomotor + Elektromotor | 4-Zylinder-Boxer-Ottomotor + 2 Elektromotoren |
| Gemischaufbereitung                         | Saugrohreinspritzung                                     | Direkteinspritzung           | Direkteinspritzung           | Direkteinspritzung                        | Direkteinspritzung                            |
| Motoraufladung                              | —                                                        | —                            | —                            | —                                         | —                                             |
| Hubraum                                     | 1600 cm³                                                 | 1995 cm³                     | 2498 cm³                     | 1995 cm³                                  | 1995 cm³                                      |
| Verdichtungsverhältnis                      | 11,0 : 1                                                 | 12,5 : 1                     |                              | 12,5 : 1                                  | 12,5 : 1                                      |
| max. Leistung Verbrennungsmotor             | 84 kW (114 PS) bei 6200/min                              | 115 kW (156 PS) bei 6000/min | 136 kW (185 PS) bei 5800/min | 110 kW (150 PS) bei 5600–6000/min         | 102 kW (139 PS) bei 5600/min                  |
| max. Leistung antreibender Elektromotor     | —                                                        | —                            | —                            | 12,3 kW (16,7 PS)                         | 88 kW (120 PS) bei 1500–6000/min              |
| max. Systemleistung                         | —                                                        | —                            | —                            | k. A.                                     | 110 kW (150 PS) bei 6000/min                  |
| max. Drehmoment Verbrennungsmotor           | 150 Nm bei 3600/min                                      | 196 Nm bei 4000/min          | 239 Nm bei 4400/min          | 194 Nm bei 4000/min                       | 182 Nm bei 4400/min                           |
| max. Drehmoment antreibender Elektromotor   | —                                                        | —                            | —                            | 66 Nm                                     | 202 Nm bei 0–1500/min                         |
| Kraftübertragung                            |                                                          |                              |                              |                                           |                                               |
| Antrieb, serienmäßig                        | Allradantrieb                                            | Allradantrieb                | Allradantrieb                | Allradantrieb                             | Allradantrieb                                 |
| Getriebe, serienmäßig                       | Lineartronic                                             | Lineartronic                 | Lineartronic                 | Lineartronic                              | Lineartronic                                  |
| Messwerte                                   |                                                          |                              |                              |                                           |                                               |
| Höchstgeschwindigkeit                       | 175 km/h                                                 | 194 km/h                     | k. A.                        | 193 km/h                                  | k. A.                                         |
| Beschleunigung, 0–100 km/h                  | 13,9 s                                                   | 10,4 s                       | k. A.                        | 10,7 s                                    | k. A.                                         |
| Kraftstoffverbrauch auf 100 km (kombiniert) | 6,4–6,9 l Super                                          | 6,9 l Super                  | 8,1 l Super                  | 6,5 l Super                               | 2,6 l Super                                   |
| CO2-Emission (kombiniert)                   | 145–157 g/km                                             | 155 g/km                     | k. A.                        | 149 g/km                                  | k. A.                                         |
| Abgasnorm nach EU-Klassifikation            | Euro 6c (ab 06/2018: Euro 6d-TEMP) (ab 09/2020: Euro 6d) | Euro 6c                      | k. A.                        | Euro 6d                                   | k. A.                                         |
| Leergewicht                                 | 1408–1429 kg                                             | 1439–1462 kg                 | 1481–1496 kg                 | 1651 kg                                   | 1690 kg                                       |
| Tankinhalt                                  | 63 l                                                     | 63 l                         | 63 l                         | 48 l                                      | 50 l                                          |

## 3. Generation (seit 2023)
| Sonstige Messwerte            |                                    |
| Sterne im Euro NCAP-Crashtest | Fünf Sterne im Euro-NCAP-Crashtest |

Die dritte Generation der Baureihe, die im September 2022 vorgestellt wurde, wird fortan weltweit als Crosstrek vermarktet. In Nordamerika wird sie seit Februar 2023 verkauft, der europäische Markt folgte im Januar 2024.
Im April 2023 präsentierte Subaru auf der New York International Auto Show den Crosstrek in der geländegängigeren Wilderness Edition für den nordamerikanischen Markt.

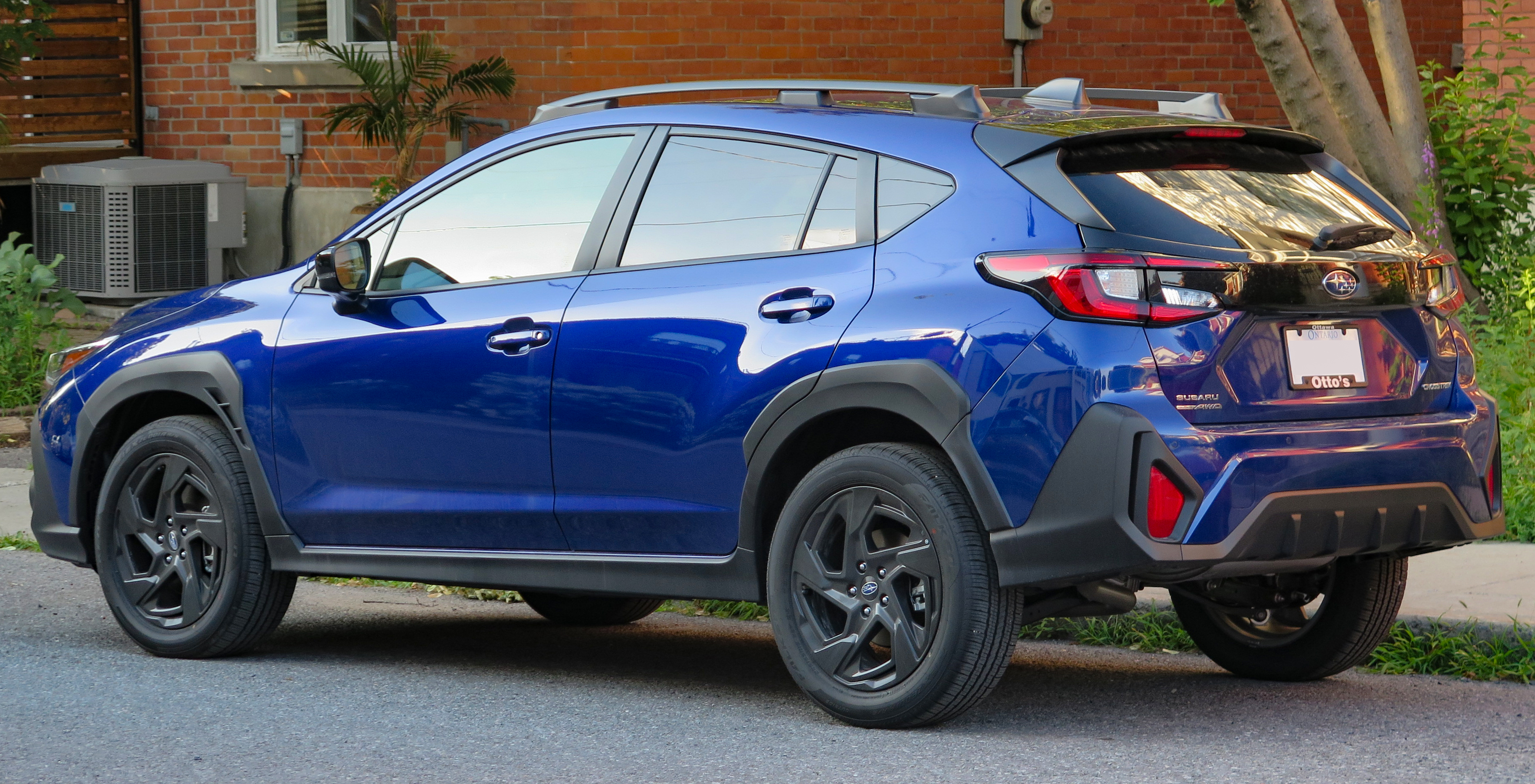
Heckansicht
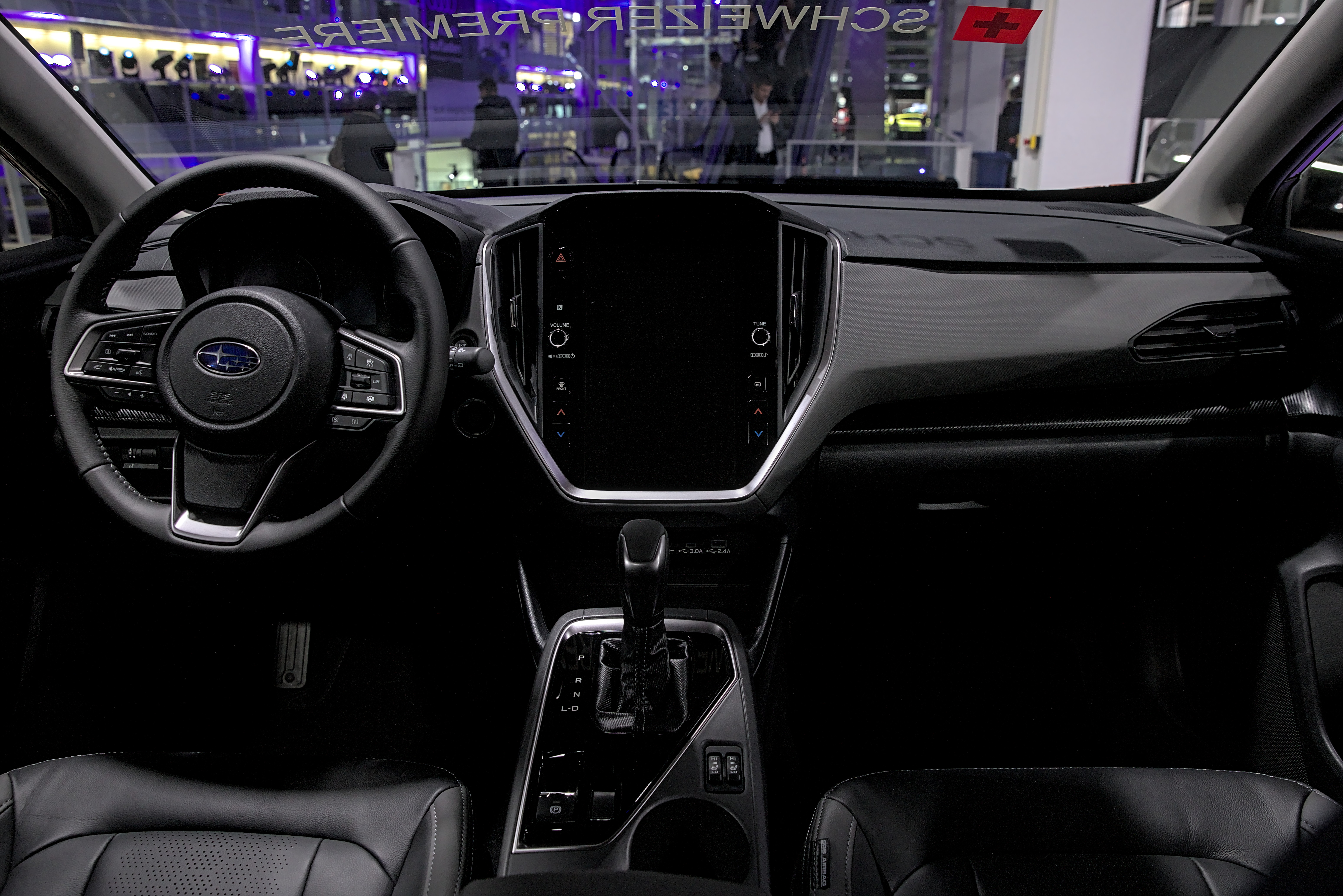
Innenraum
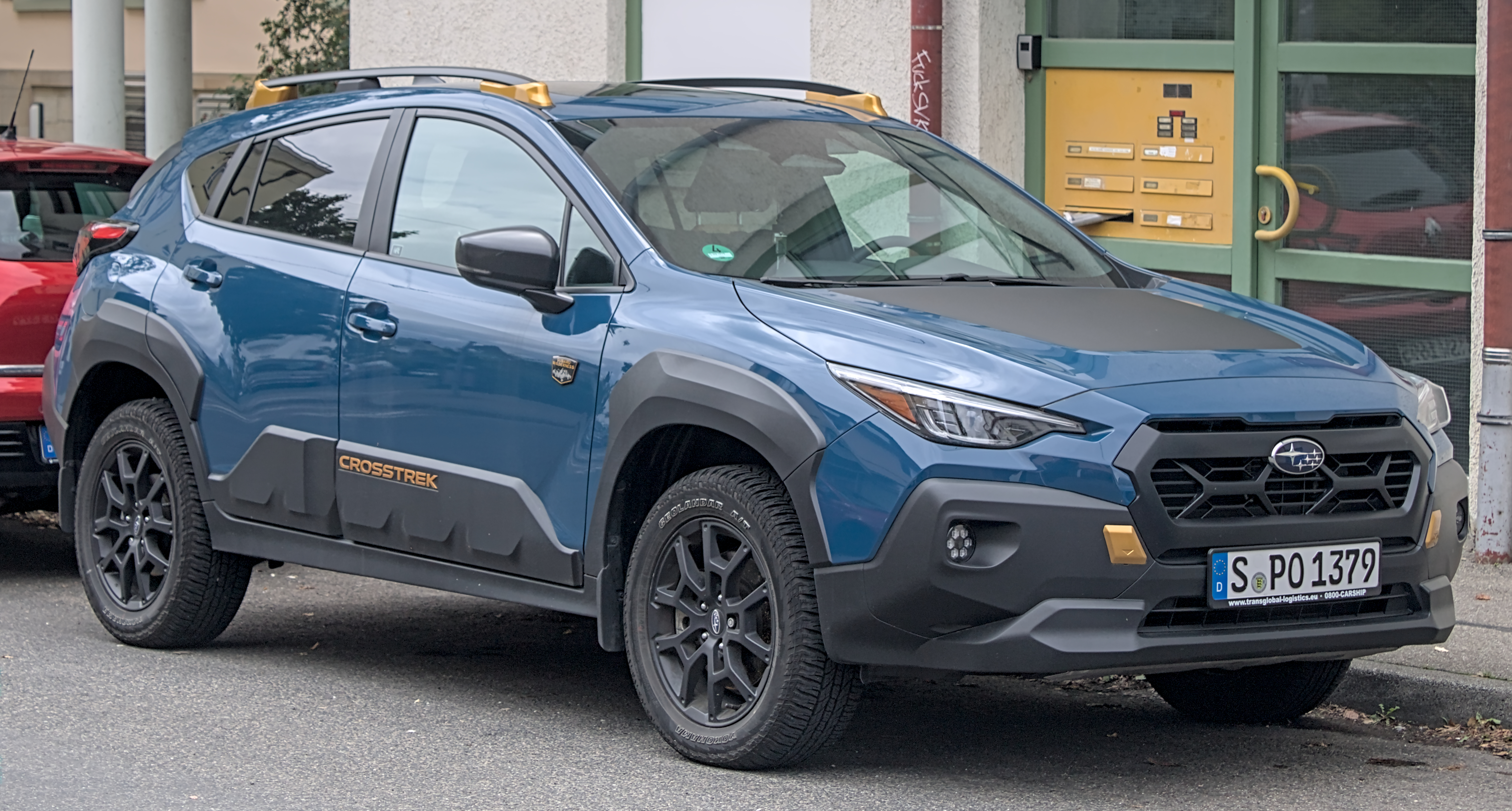
Subaru Crosstrek Wilderness Edition (seit 2023)
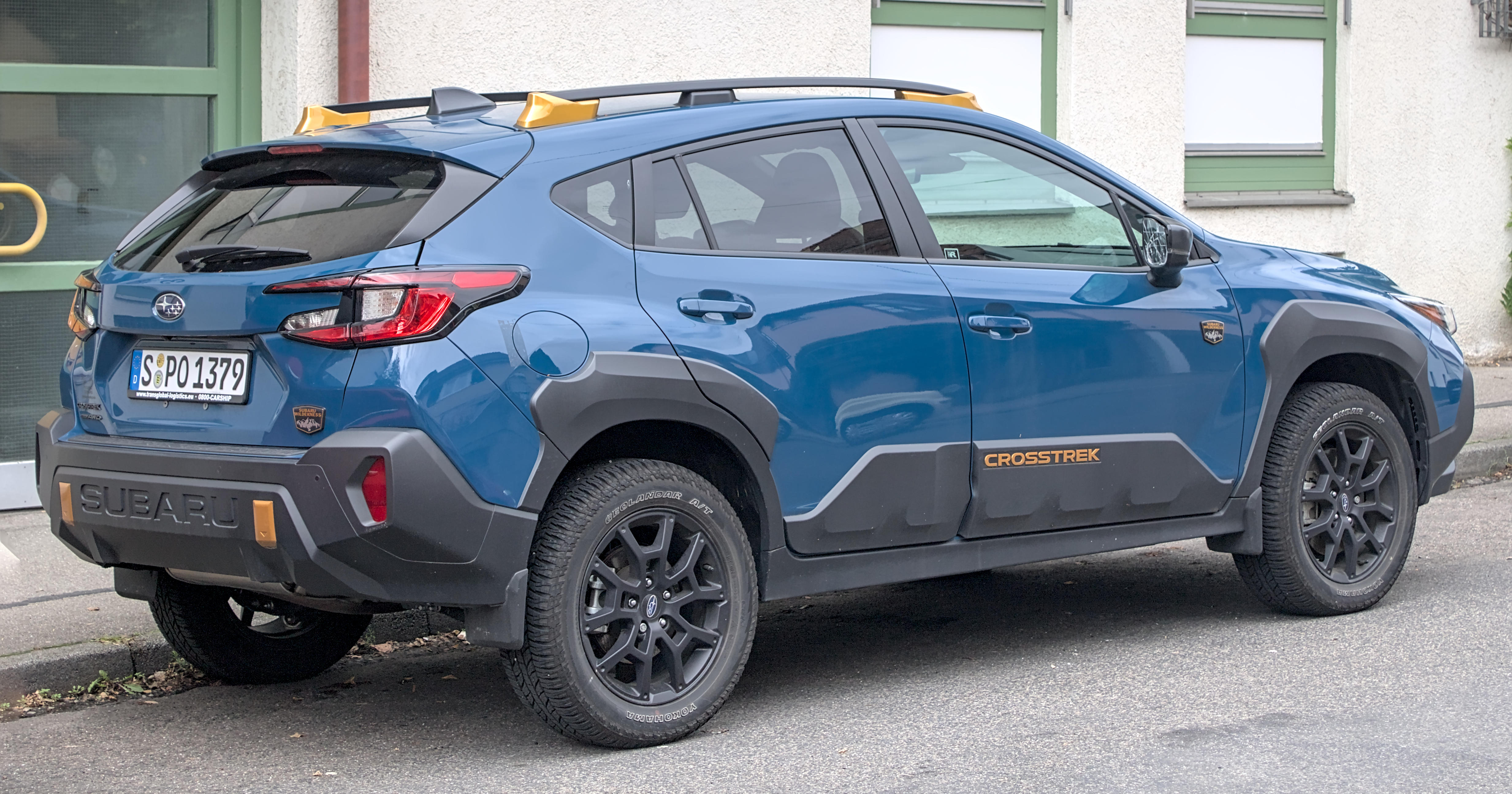
Heckansicht

### Technische Daten
Angetrieben wird der Crosstrek in Europa ausschließlich vom aus dem Vorgängermodell bekannten Zweiliter-e-Boxer. In Nordamerika gibt es einen 2,0- oder einen 2,5-Liter-Benziner. Für Japan gibt es auch einen 2,5-Liter-Voll-Hybrid.
| Kenngrößen                                  | 2.0ie                                     | 2.0i (3)                     | 2.5i (3)                     | 2.5 S:HEV (4)                             |
| Bauzeitraum                                 | seit 2024                                 | seit 2023                    | seit 2023                    | seit 2024                                 |
| Motorkenndaten                              |                                           |                              |                              |                                           |
| Motortyp                                    | 4-Zylinder-Boxer-Ottomotor + Elektromotor | 4-Zylinder-Boxer-Ottomotor   | 4-Zylinder-Boxer-Ottomotor   | 4-Zylinder-Boxer-Ottomotor + Elektromotor |
| Gemischaufbereitung                         | Direkteinspritzung                        | Direkteinspritzung           | Direkteinspritzung           | Direkteinspritzung                        |
| Motoraufladung                              | —                                         | —                            | —                            | —                                         |
| Hubraum                                     | 1995 cm³                                  | 1995 cm³                     | 2498 cm³                     | 2498 cm³                                  |
| max. Leistung Verbrennungsmotor             | 100 kW (136 PS) bei 5600/min              | 113 kW (154 PS) bei 6000/min | 136 kW (185 PS) bei 5800/min | 118 kW (160 PS) bei 5600/min              |
| max. Leistung Elektromotor                  | 12,3 kW (16,7 PS)                         | —                            | —                            | 88 kW (120 PS)                            |
| max. Drehmoment Verbrennungsmotor           | 182 Nm bei 4000/min                       | 197 Nm bei 4000/min          | 241 Nm bei 3700/min          | 209 Nm bei 4000–4400/min                  |
| max. Drehmoment Elektromotor                | 66 Nm                                     | —                            | —                            | 270 Nm                                    |
| Kraftübertragung                            |                                           |                              |                              |                                           |
| Antrieb, serienmäßig                        | Allradantrieb                             | Allradantrieb                | Allradantrieb                | Allradantrieb                             |
| Getriebe, serienmäßig                       | CVT-Automatikgetriebe                     | CVT-Automatikgetriebe        | CVT-Automatikgetriebe        | CVT-Automatikgetriebe                     |
| Messwerte                                   |                                           |                              |                              |                                           |
| Höchstgeschwindigkeit                       | 198 km/h                                  | k. A.                        | k. A.                        | k. A.                                     |
| Beschleunigung von 0–100 km/h               | 10,8 s                                    | k. A.                        | k. A.                        | k. A.                                     |
| Kraftstoffverbrauch auf 100 km (kombiniert) | 7,7 l Super                               | k. A.                        | k. A.                        | 5,3 l Super                               |
| CO2-Emission (kombiniert)                   | 174 g/km                                  | k. A.                        | k. A.                        | k. A.                                     |
| Abgasnorm nach EU-Klassifikation            | Euro 6d-ISC-FCM                           | k. A.                        | k. A.                        | k. A.                                     |